# Notarcha aurolinealis
Notarcha aurolinealis is een vlinder uit de familie van de grasmotten (Crambidae). De wetenschappelijke naam van de soort is voor het eerst gepubliceerd in 1859 door Francis Walker.
De soort komt voor in China, Zuid-Korea, India, Sri Lanka, Myanmar, de Filipijnen, Thailand, Singapore, Indonesië (Java, Ambon en de Soela-archipel), Nieuw Guinea en Australië (Northern Territory, Queensland en New South Wales).